# وی۸۴۹ مارافسای
وی۸۴۹ مارافسای یک ستاره است که در صورت فلکی مارافسای قرار دارد.